# Festivalul de Film de la Sarajevo

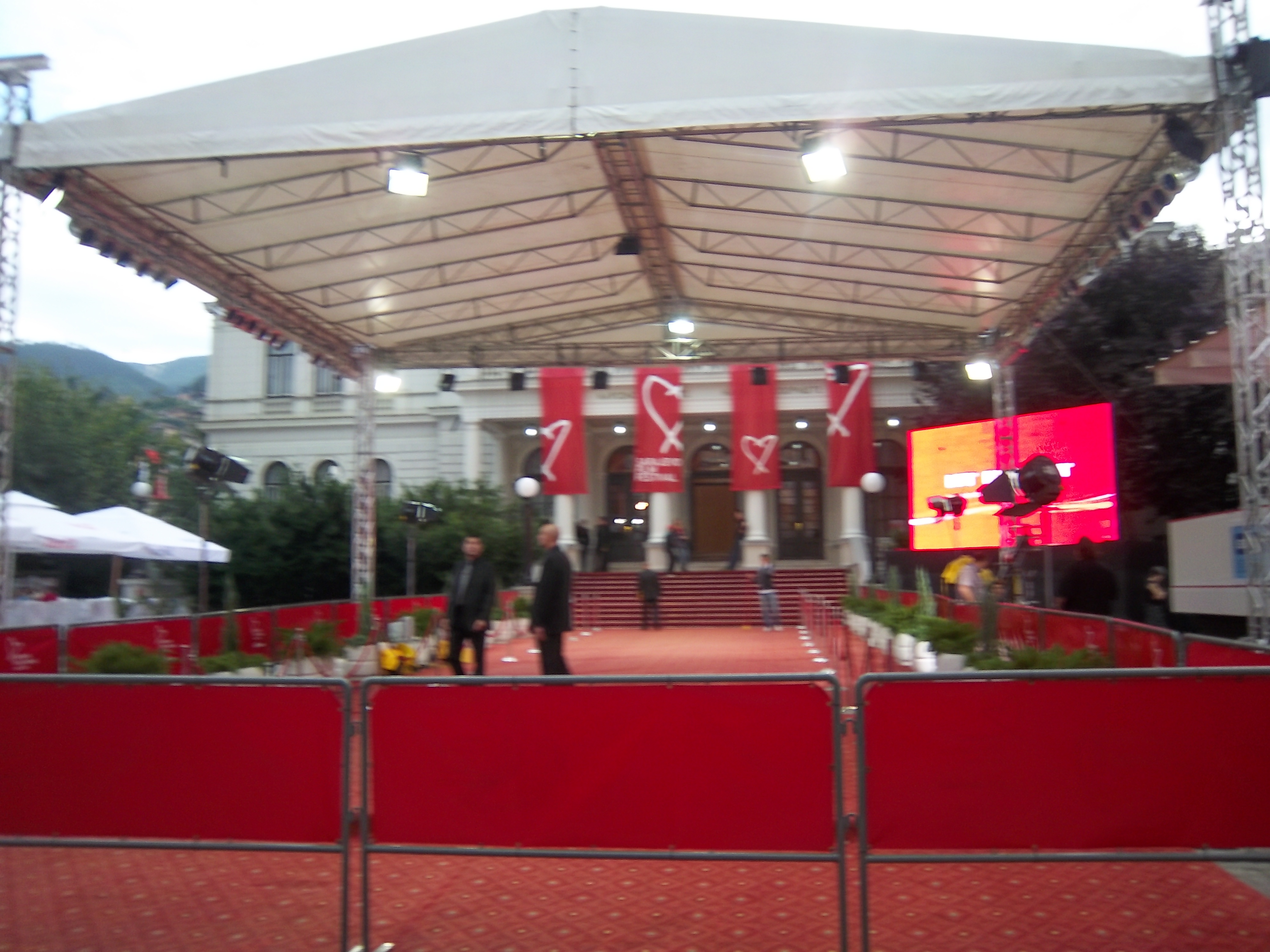
Covorul roșu de la festival

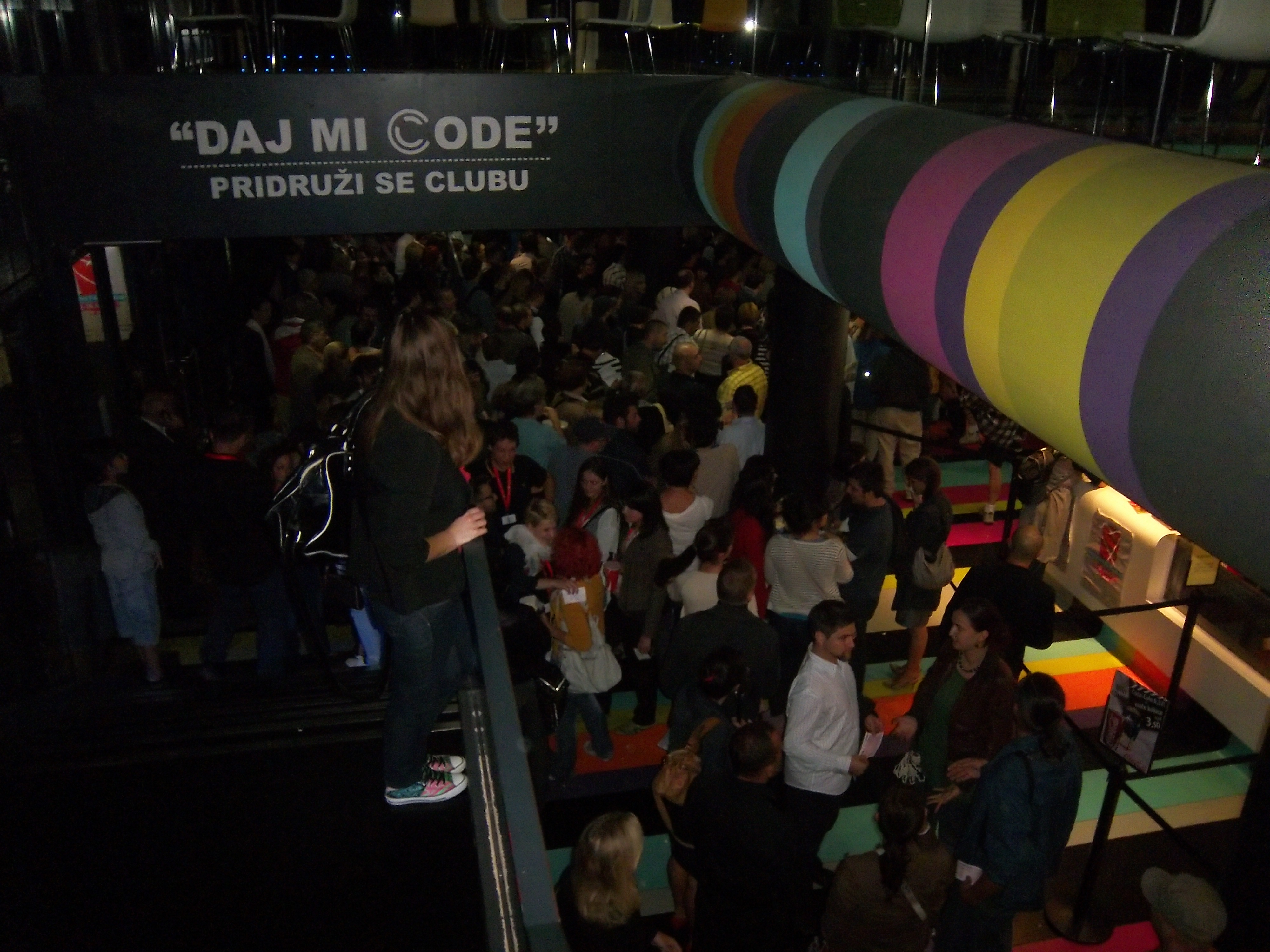
Program de documentare

Festivalul de Film de la Sarajevo este unul dintre festivalurile de film din Europa. El a fost înființat la Sarajevo în 1995, în timpul asediului de la Sarajevo din Războiul Bosniac de Independență, și aduce în fiecare an celebrități locale și internaționale la Sarajevo. Are loc în luna august și prezintă o mare varietate de filme și filme de scurt metraj din întreaga lume. Actualul director al festivalului este Mirsad Purivatra, fostul director general al filialei bosniace a societății McCann Erickson.

## Istoric
Primul Festival de Film de la Sarajevo a avut loc în perioada 25 octombrie - 5 noiembrie 1995. La acel moment, asediul orașului Sarajevo era încă în desfășurare, și participarea la proiecții a fost foarte mică. Cu toate acestea, în mod surprinzător, 15.000 de oameni au venit să vadă cele 37 de filme din 15 țări diferite. Festivalul s-a dezvoltat într-un ritm remarcabil, acum fiind cel mai important festival de film din sud-estul Europei, atrăgând mai mult de 100.000 de oameni anual la toate programele și fiind vizionate sute de filme din 60 de țări.
Festivalul de Film de la Sarajevo este organizat la Teatrul Național, în fața căruia se află Piața Festivalului și covorul roșu, cu proiectii la cinematograful în aer liber Metalac, la Centrul Cultural Bosniac și la alte cinci cinematografe și locuri de proiecție din oraș. La festival au participat celebrități precum Angelina Jolie, Brad Pitt, Emile Hirsch, Orlando Bloom, Daniel Craig, Danny Glover, John Malkovich, Morgan Freeman, Steve Buscemi, Michael Fassbender, Jeremy Irons, Bono Vox, Nick Cave, Coolio, Stephen Frears, Mickey Rourke, Michael Moore, Gerard Depardieu, Darren Aronofsky, Sophie Okonedo, Gillian Anderson, Kevin Spacey, Eric Cantona, Benicio del Toro și multe altele.
Prin 2001, European Film Association a făcut ca Festivalul de Film de la Sarajevo să fie unul dintre cele unsprezece festivaluri care puteau nominaliza un film pentru premiul de „cel mai bun film de scurt metraj”. Câștigătorul din 2001 al Festivalului de Film de la Sarajevo, No Man's Land al lui Danis Tanović, a fost nominalizat la Premiile Oscar în Statele Unite ale Americii. În 2004, premiul pentru cel mai bun film a primit denumirea Inima orașului Sarajevo.
Începând cu cel de-al 13-lea Festival de Film de la Sarajevo în 2007 și în cooperare cu Festivalul Internațional de Film de la Berlin și cu Berlinale Talent Campus, a fost adăugat festivalului un Sarajevo Talent Campus. Acesta este o platformă educativă și creativă pentru tinerii profesioniști de film și a ajuns să fie considerat în cele din urmă drept cel mai prestigios eveniment de formare în domeniul filmului din întreaga regiune.
Festivalul are, de asemenea, CineLink, un program de dezvoltare a proiectelor extinse pe durata unui an care se transformă într-o piață de coproducție anuală în perioada festivalului. La CineLink Market se prezintă în fiecare an aproximativ cele mai bune 10 proiecte regionale de filme de ficțiune de lung metraj, oferindu-se, de asemenea, oaspeților festivalului o oportunitate deosebită de a se întâlni cu cei din industria regională de film, cu accent pe tinerii cineaști, producători și regizori, care își prezintă cele mai recente proiecte, producții și lucrări în curs de desfășurare, ceea ce face CineLink unul dintre cele mai importante piețe internaționale pentru noile producții din Europa de Sud-Est.

## Programe
- Concurs (film, scurt metraj și documentar)
- CineLink
- Kinoscope
- Open Air
- In Focus
- Tribute to…
- Sarajevo City of Film
- Children's Program
- Teen Arena
- Talents Sarajevo
- New Currents
- New Currents shorts
- Regional Forum
- Docu Rough Cut Boutique
- Laško Summer Nights
- Operation kino

## Sarajevo Talent Campus
Lansat în 2007, în cooperare cu Festivalul Internațional de Film de la Berlin și cu Berlinale Talent Campus, Sarajevo Talent Campus este o platformă educațională și de interconectare pentru tinerele talente din Europa de Sud-Est (Albania, Austria, Bosnia și Herțegovina, Bulgaria, Croația, Grecia, Kosovo, Macedonia, Muntenegru, România, Serbia, Slovenia, Turcia și Ungaria). În fiecare an, sunt primite mai mult de două sute de solicitări și numai optzeci sunt atent alese pentru a participa la șase zile de formare conduse de unii dintre cei mai importanți profesioniști de film din lume.

## Câștigătorii premiilor

### Premiul Inima orașului Sarajevo pentru cel mai bun film
| An   | Film                            | Titlu original                  | Regizor(i)                       | Naționalitatea regizorului |
| ---- | ------------------------------- | ------------------------------- | -------------------------------- | -------------------------- |
| 1996 | Breaking the Waves              | Breaking the Waves              | Lars von Trier                   | Danemarca                  |
| 1997 | My Life in Pink                 | Ma Vie en Rose                  | Alain Berliner                   | Belgia                     |
| 1998 | I Stand Alone                   | Seul contre tous                | Gaspar Noé                       | Franța                     |
| 1999 | December 1-31                   | Dezember, 1-31                  | Jan Peters                       | Germania                   |
| 2000 | Bleeder                         | Bleeder                         | Nicolas Winding Refn             | Danemarca                  |
| 2001 | No Man's Land                   | Ničija zemlja                   | Danis Tanović                    | Bosnia și Herțegovina      |
| 2002 | Saturday                        | Sábado                          | Juan Villegas                    | Argentina                  |
| 2003 | Fuse                            | Gori vatra                      | Pjer Žalica                      | Bosnia și Herțegovina      |
| 2004 | Mila from Mars                  | Mila ot Mars                    | Zornitsa Sofia                   | Bulgaria                   |
| 2005 | Lady Zee                        | Leydi Zi                        | Georgi Djulgerov                 | Bulgaria                   |
| 2006 | Fraulein                        | Das Fräulein                    | Andrea Staka                     | Elveția                    |
| 2007 | Takva: A Man's Fear of God      | Takva                           | Özer Kiziltan                    | Turcia                     |
| 2008 | Buick Riviera                   | Buick Riviera                   | Goran Rušinović                  | Croația                    |
| 2009 | Ordinary People                 | Obični ljudi                    | Vladimir Perišić                 | Serbia                     |
| 2010 | Tilva Roš                       | Tilva Roš                       | Nikola Ležaić                    | Serbia                     |
| 2011 | Breathing                       | Atmen                           | Karl Markovics                   | Austria                    |
| 2012 | Toată lumea din familia noastră | Toată lumea din familia noastră | Radu Jude                        | România                    |
| 2013 | In Bloom                        | Grdzeli nateli dgheebi          | Nana Ekvtimishvili și Simon Groß | Georgia                    |
| 2014 | Song of My Mother               | Annemin Șarkisi                 | Erol Mintaș                      | Turcia                     |
| 2015 | Mustang                         | Mustang                         | Deniz Gamze Ergüven              | Turcia                     |

### Premiul Inima orașului Sarajevo pentru cel mai bun film de scurt metraj
| An   | Film                        | Titlu original        | Regizor(i)           | Naționalitatea regizorului |
| ---- | --------------------------- | --------------------- | -------------------- | -------------------------- |
| 2001 | Copy Shop                   | Copy Shop             | Virgil Widrich       | Austria                    |
| 2002 | 10 Minutes                  | 10 minuta             | Ahmed Imamović       | Bosnia și Herțegovina      |
| 2003 | The Wallet                  | Le portefeuille       | Vincent Bierrewaerts | Belgia                     |
| 2004 | Me, Myself and the Universe | Ich und das Universum | Hajo Schomerus       | Germania                   |
| 2005 | Before Dawn                 | Hajnal                | Balint Kenyeres      | Ungaria                    |
| 2006 | Good Luck Nedim             | Sretan put Nedime     | Marko Šantić         | Slovenia                   |
| 2007 | Waves                       | Valuri                | Adrian Sitaru        | România                    |
| 2008 | Tolerantia                  | Tolerantia            | Ivan Ramadan         | Bosnia și Herțegovina      |
| 2009 | Party                       | Tulum                 | Dalibor Matanić      | Croația                    |
| 2010 | Yellow Moon                 | Žuti mjesec           | Zvonimir Jurić       | Croația                    |
| 2011 | Mezzanine                   | Mezanin               | Dalibor Matanić      | Croația                    |
| 2012 | The Return                  | Kthimi                | Blerta Zeqiri        | Kosovo                     |
| 2013 | Shadow of a Cloud           | O umbra de nor        | Radu Jude            | România                    |
| 2014 | The Chicken                 | Kokoška               | Una Gunjak           | Croația                    |
| 2015 | A Matter of Will            | Biserna obala         | Dušan Kasalica       | Muntenegru                 |

### Premiul Inima orașului Sarajevo pentru cel mai bun film documentar
| An   | Film                  | Titlu original          | Regizor(i)          | Naționalitatea regizorului |
| ---- | --------------------- | ----------------------- | ------------------- | -------------------------- |
| 2006 | Facing the Day        | Što sa sobom preko dana | Ivona Juka          | Croația                    |
| 2007 | Interrogation         | Informativni razgovori  | Namik Kabil         | Bosnia și Herțegovina      |
| 2008 | Corridor No. 8        | Коридор No. 8           | Boris Despodov      | Bulgaria                   |
| 2009 | The Caviar Connection | Kavijar konekšn         | Dragan Nikolić      | Serbia                     |
| 2010 | The Seamstresses      | Shivackite              | Biljana Garvanlieva | Macedonia                  |
| 2011 | A Cell Phone Movie    | Mobitel                 | Nedžad Begović      | Bosnia și Herțegovina      |
| 2012 | Turn Off the Lights   | Lumea in patratele      | Ivana Mladenović    | Serbia                     |
| 2013 | Sickfuckpeople        | Хворісукалюди           | Juri Rechinsky      | Ucraina                    |
| 2014 | Naked Island          | Goli                    | Tiha K. Gudac       | Croația                    |
| 2015 | Toto and His Sisters  | Toto și surorile lui    | Alexander Nanau     | România                    |

### Premiul Inima orașului Sarajevo pentru cea mai bună actriță
| An   | Actriță                         | Film                               | Naționalitatea actriței |
| ---- | ------------------------------- | ---------------------------------- | ----------------------- |
| 2004 | Marija Škaričić                 | A Wonderful Night in Split         | Croația                 |
| 2005 | Zrinka Cvitešić                 | What Is a Man Without a Moustache? | Croația                 |
| 2006 | Marija Škaričić                 | Fraulein                           | Croația                 |
| 2007 | Saadet Aksoy                    | Egg                                | Turcia                  |
| 2008 | Ayça Damgacı                    | Gitmek: My Marlon and Brando       | Turcia                  |
| 2009 | Angeliki Papoulia și Mary Tsoni | Dogtooth                           | Grecia                  |
| 2010 | Mirela Oprișor                  | Marți, după Crăciun                | România                 |
| 2011 | Ada Condeescu                   | Loverboy                           | România                 |
| 2012 | Marija Pikić                    | Children of Sarajevo               | Bosnia și Herțegovina   |
| 2013 | Lika Babluani și Mariam Bokeria | In Bloom                           | Georgia                 |
| 2014 | Mari Kitia                      | Brides                             | Georgia                 |
| 2015 | Distribuția filmului Mustang    | Mustang                            | Turcia                  |

### Premiul Inima orașului Sarajevo pentru cel mai bun actor
| An   | Actor                                 | Film                  | Naționalitatea actorului |
| ---- | ------------------------------------- | --------------------- | ------------------------ |
| 2004 | Milan Točinovski                      | How I Killed a Saint  | Macedonia                |
| 2005 | Peter Musevski                        | Labour Equals Freedom | Slovenia                 |
| 2006 | Rakan Rushaidat                       | All for Free          | Croația                  |
| 2007 | Saša Petrović                         | It's Hard to Be Nice  | Bosnia și Herțegovina    |
| 2008 | Leon Lučev și Slavko Štimac           | Buick Riviera         | Croația și Serbia        |
| 2009 | Relja Popović                         | Ordinary People       | Serbia                   |
| 2010 | Marko Todorović                       | Tilva Roš             | Serbia                   |
| 2011 | Thomas Schubert                       | Breathing             | Austria                  |
| 2012 | Uliks Fehmiu                          | Redemption Street     | Serbia                   |
| 2013 | Bogdan Diklić                         | A Stranger            | Serbia                   |
| 2014 | Feyyaz Duman                          | Song of My Mother     | Turcia                   |
| 2015 | Distribuția filmului Chevalier Athina | Chevalier Athina      | Grecia                   |

### Premiul onorific Inima orașului Sarajevo
| An   | Câștigător         | Note                                                               |
| ---- | ------------------ | ------------------------------------------------------------------ |
| 2005 | Marco Müller       | Directorul Festivalului de Film de la Roma                         |
| 2006 | Gavrilo Grahovac   | Fostul ministru al culturii și sportului din Bosnia și Herțegovina |
| 2006 | Mike Leigh         | Regizor de film                                                    |
| 2007 | Steve Buscemi      | Actor și regizor de film                                           |
| 2008 | Cat Villiers       | Producător de film                                                 |
| 2009 | Manfred Schmidt    | Director executiv al Mitteldeutsche Medienförderung                |
| 2010 | Dieter Kosslick    | Director al Festivalului Internațional de Film de la Berlin        |
| 2011 | Angelina Jolie     | Actriță și regizor de film                                         |
| 2011 | Jafar Panahi       | Regizor de film                                                    |
| 2011 | Emil Tedeschi      | Președinte al Atlantic Grupa                                       |
| 2012 | Branko Lustig      | Producător de film                                                 |
| 2013 | Roberto Olla       | Director executiv al Eurimages                                     |
| 2013 | Béla Tarr          | Regizor de film                                                    |
| 2014 | Gael García Bernal | Actor                                                              |
| 2014 | Danis Tanović      | Regizor de film                                                    |
| 2014 | Agnès Troublé      | Creatoare de modă                                                  |
| 2015 | Benicio del Toro   | Actor                                                              |

## Legături externe
- Sarajevo Film Festival Official Website